# Reinhold Puppel
Reinhold Puppel (* vor 1913; † Herbst 1956 in Quedlinburg) war ein deutscher Kunsthändler.

## Leben
Am 1. Februar 1913 gründete er mit Heinrich Hollstein die Kunsthandlung und Kunstantiquariat Hollstein & Puppel in Charlottenburg (seit 1920 Teil von Berlin) in der Meinekestraße 19. In ersten Auktionen wurden neben alten englischen und französischen Kupferstichen auch Grafiken zeitgenössischer Künstler wie Max Klinger, Max Liebermann, Hans Thoma, Lovis Corinth und Josef Hegenbarth angeboten. Ab 1914 konzentrierte sich die Kunsthandlung auf Radierungen, Kupferstiche und Holzschnitte des 15. bis 18. Jahrhunderts. Zwischen 1915 und 1918 gab es keine Versteigerungen. 1923 bestand der Bestand der Kunsthandlung aus etwa 200.000 Blättern. 1929 fand nach dem Umzug zum nahegelegenen Kurfürstendamm 220 eine Ausstellung englischer und französischer Grafik auch mit Werken moderner Künstler wie Henri Matisse und Pablo Picasso statt. 1934 zog die Kunsthandlung in die Fasanenstraße 65 um.
Seit 1937 führte Reinhold Puppel das Geschäft als Reinhold Puppel vorm[als]. Hollstein & Puppel allein weiter, da sein Partner Heinrich Hollstein als Jude nicht der Reichskammer der bildenden Künste, Kunsthandel beitreten konnte, und keine Lizenz für Auktionen mehr erhielt. Erst Ende des Jahres fand die erste alleinige Versteigerung statt. 1941 gab es die 60. und letzte Auktion.
Reinhold Puppel siedelte 1944 nach Quedlinburg über und eröffnete dort ein Kunstantiquariat. Im Herbst 1956 starb er dort.